# Аршамбо, Шарль
Шарль Аршамбо́ (фр. Charles Archaimbault; 29 декабря 1921, Туар, Франция — январь 2001, Кретей) — французский этнолог, востоковед, специалист по Юго-Восточной Азии, в первую очередь по культуре Лао. Помимо сравнительных и структурных исследований, оставил значительное число переводов лаосских традиционных хроник. Ряд его книг переведён на английский язык.

## Биография
Проходя в университете курсы эстетики, психологии и примитивных религий во время Второй мировой войны, Шарль Аршамбо принимал активное участие в Сопротивлении и в 1944 году был арестован гестапо и стал известен стойкостью на допросах. В конце войны принимал участие в обеспечении входа Шарля де Голля в Париж. В 1946 году он получил степень по философии, затем возглавил Школу восточных языков, где до 1950 года изучил китайский, тайский и лаосский язык.
В 1951 году уехал на пять лет в Лаос, где занимался полевыми исследованиями в основном в южных и центральных районах Лаоса. В 1956 году выполнил миссию несколько месяцев в Малайзии среди народа сам сам. Его диссертация, которую он защитил в 1959 году в Париже, касалась истории и ритуалов басак-тямпасак. Затем он переехал в Бангкок, где он до конца жизни работал с рукописями и документами из Лаоса с частыми выездами в поле для сбора фольклорных материалов.
Аршамбо установил отличные отношения с тямпасакским принцем Бун Умом и с Чао Сай Кхамом, потомком монархов княжества Пхуан, что значительно помогло ему в исследованиях.
Его путешествия неоднократно запрещались местными властями или вынужденно прекращались из-за военных действий в регионе.